# Jeux africains de 2019
Navigation
Jeux africains de 2015 Jeux africains de 2023
Les Jeux africains de 2019, douzième édition des Jeux africains, ont lieu du 19 au 31 août 2019 à Rabat, au Maroc.

## Attribution de l'événement
Les villes de Accra, Nairobi, Lusaka et Malabo ont respectivement manifesté leur souhait d'organiser l'événement. L'Union africaine a attribué, lors d'une série de réunions ayant eu lieu du 13 au 17 juin 2016 à Addis-Abeba, siège de l'organisation, les XIIe Jeux africains à la ville de Malabo en Guinée équatoriale après une année de flottements autour de l'organisation de l’événement.
Le 5 novembre 2017, dans un communiqué du président équatoguinéen Teodoro Obiang Nguema Mbasogo, le pays annonce renoncer à l'organisation de ces jeux. Le Directeur général au ministère équatoguinéen des Sports, Josue Esono Edu Corredor, déclare, selon l'Agence panafricaine de presse : « Notre pays ne pouvait se permettre d’organiser cette compétition sans la garantie qu’elle serait qualificative pour les Jeux olympiques de Tokyo ».
Lusaka est alors pressentie pour remplacer Malabo, mais la directrice des sports Bessy Chelemu écarte cette possibilité en déclarant que la Zambie n'est pas prête à accueillir un tel événement.
En juillet 2018, l'Association des comités nationaux olympiques d'Afrique (ACNOA) annonce que le Maroc est retenu pour accueillir les Jeux 2019. La ville-hôte  qui accueille cette manifestation sportive continentale est Rabat, capitale du Maroc, et Casablanca. C'est ainsi la première fois que les Jeux africains se déroulent dans deux villes différentes. Cela faisait 40 ans que le Maroc n'avait pas participé aux Jeux africains.

## Préparatifs
Les organisateurs prévoient que l'accès aux sites où se dérouleront les événements sera gratuit. Un budget de 2 millions de dollars est alloué à la communication.
En mai 2019, la Confédération africaine de football (CAF) repousse le dernier tour des éliminatoires de la CAN des moins de 23 ans au mois de septembre. Vu que les qualifiés de cette compétition devaient participer aux Jeux africains mais qu'ils ne seront connus qu'après les jeux, la CAF a finalement décidé d'envoyer les qualifiés de la CAN des moins de 20 ans aux Jeux africains.

## Participants
Cette édition va connaitre la participation d'environ 6 396 athlètes, représentant 54 pays africains membres de l'Association des Comités Nationaux Olympiques d'Afrique.
Le village où seront logés les athlètes se situe à l'université internationale de Rabat, qui dispose d'une capacité d'accueil de 4 000 résidents. Un autre village à Casablanca dispose d'une capacité d'accueil de 1000-1 200 résidents.

## Sports au programme
28 disciplines sportives sont représentées lors des jeux. 22 sites sportifs accueillent les événements. Certaines disciplines auront lieu dans d'autres villes marocaines (escrime et boxe à Salé,football féminin à Kénitra, handball, natation et cyclisme à Casablanca, épreuves de luttes à El Jadida).
Les disciplines sportives présentes aux Jeux Africains, seront, :
- Athlétisme

- Aviron

- Badminton

- Basket-ball

- Beach-volley

- Boxe

- Canoë-kayak

- Cyclisme

- Échecs

- Escrime

- Football

- Gymnastique

- Haltérophilie

- Handball

- Judo

- Karaté

- Lutte

- Natation

- Snooker

- Sports équestres

- Taekwondo

- Tennis

- Tennis de table

- Tir sportif

- Tir à l'arc

- Triathlon

- Volley-ball

## Qualifications pour Tokyo 2020
Pour la première fois de l'histoire de la compétition, des épreuves des Jeux africains sont qualificatives pour les Jeux olympiques ;
16 disciplines servent en effet d'étapes qualificatives pour les Jeux olympiques d'été de 2020,,

## Calendrier
| CO | Cérémonie d'ouverture | ● | Jour de compétition | 1 | Finale | CC | Cérémonie de clôture |

| Août              | Août              | 16 Ven | 17 Sam | 18 Dim | 19 Lun | 20 Mar | 21 Mer | 22 Jeu | 23 Ven | 24 Sam | 25 Dim | 26 Lun | 27 Mar | 28 Mer | 29 Jeu | 30 Ven | 31 Sam | Épreuves |
| ----------------- | ----------------- | ------ | ------ | ------ | ------ | ------ | ------ | ------ | ------ | ------ | ------ | ------ | ------ | ------ | ------ | ------ | ------ | -------- |
| Cérémonies        | Cérémonies        |        |        | CO     |        |        |        |        |        |        |        |        |        |        |        |        | CC     |          |
| Athlétisme        | Athlétisme        |        |        |        |        |        |        |        |        |        |        |        | 4      | 12     | 9      | 8      | 13     | 46       |
| Badminton         | Badminton         | ●      | ●      | ●      | 2      | ●      | ●      | ●      | 2      |        |        |        |        |        |        |        |        | 4        |
| Basket-ball       | Basket-ball       |        |        |        |        |        |        |        | ●      | ●      | ●      | ●      | ●      | ●      | ●      | 2      |        | 2        |
| Beach-volley      | Beach-volley      |        |        |        | ●      | ●      | ●      | ●      | ●      | ●      | ●      | ●      | ●      | ●      | 2      |        |        | 2        |
| Boxe              | Boxe              |        |        |        |        | ●      | ●      | ●      | ●      | ●      | ●      | 13     |        |        |        |        |        | 13       |
| Cyclisme          | Cyclisme          |        |        |        |        |        |        |        |        | 2      | 2      | 1      | 1      |        |        |        |        | 6        |
| Escrime           | Escrime           | 2      | 2      | 2      | 3      | 3      |        |        |        |        |        |        |        |        |        |        |        | 12       |
| Football          | Football          |        |        |        |        | ●      | ●      |        | ●      | ●      |        | ●      | ●      | ●      | ●      | 2      |        | 2        |
| Gymnastique       | Gymnastique       | 2      | 2      | 4      | 4      | 4      |        |        |        |        |        |        |        |        |        |        |        | 16       |
| Haltérophilie     | Haltérophilie     |        |        |        |        |        | ●      | ●      | ●      |        | ●      | ●      |        |        |        |        |        |          |
| Handball          | Handball          |        |        |        |        |        |        | ●      | ●      | ●      | ●      | ●      | ●      | ●      | ●      | ●      | 2      | 2        |
| Judo              | Judo              |        |        |        |        |        |        |        |        |        | 5      | 5      | 4      |        |        |        |        | 14       |
| Karaté            | Karaté            |        | 5      | ●      | 4      |        |        |        |        |        |        |        |        |        |        |        |        | 9        |
| Lutte             | Lutte             |        |        |        |        |        |        |        |        |        |        |        | ●      | ●      | ●      | ●      |        | 14       |
| Natation          | Natation          |        |        |        |        | 7      | 8      | 8      | 6      | 6      | 7      |        |        |        |        |        |        | 42       |
| Taekwondo         | Taekwondo         |        |        |        |        |        |        |        |        |        |        |        |        | ●      | ●      | ●      | ●      |          |
| Tennis            | Tennis            |        |        |        |        |        |        |        |        |        | ●      | ●      | ●      | ●      | ●      | ●      | ●      |          |
| Tennis de table   | Tennis de table   |        |        |        |        |        |        | ●      | ●      | ●      | ●      | ●      | ●      | ●      | ●      | ●      | ●      |          |
| Volley-ball       | Volley-ball       | ●      | ●      | ●      | ●      | ●      | ●      | ●      | ●      | ●      | ●      | ●      | ●      | 2      |        |        |        | 2        |
| Épreuves totales  | Épreuves totales  | 4      | 4      | 6      | 14     | 14     | 12     | 8      | 8      | 8      | 9      | 14     | 10     | 19     | 13     | 8      | 15     | 4        |
| Épreuves cumulées | Épreuves cumulées | 4      | 8      | 14     | 28     | 42     | 54     | 62     | 70     | 78     | 87     | 101    | 111    | 130    | 143    | 151    | 166    | 170      |
| Août              | Août              | 16 Ven | 17 Sam | 18 Dim | 19 Lun | 20 Mar | 21 Mer | 22 Jeu | 23 Ven | 24 Sam | 25 Dim | 26 Lun | 27 Mar | 28 Mer | 29 Jeu | 30 Ven | 31 Dim | Épreuves |

## Table des médailles
Tableau mis à jour après la disqualification de l'athlète  Sade Olatoye en novembre 2019
- Pays organisateur

| Rang | Nation                           | Or | Argent | Bronze | Total |
| ---- | -------------------------------- | -- | ------ | ------ | ----- |
| 1    | Égypte                           | 92 | 98     | 73     | 273   |
| 2    | Nigeria                          | 45 | 33     | 47     | 125   |
| 3    | Algérie                          | 36 | 35     | 55     | 126   |
| 4    | Afrique du Sud                   | 36 | 26     | 24     | 87    |
| 5    | Maroc                            | 31 | 32     | 46     | 109   |
| 6    | Tunisie                          | 26 | 36     | 35     | 97    |
| 7    | Kenya                            | 11 | 10     | 10     | 31    |
| 8    | Maurice                          | 6  | 6      | 12     | 24    |
| 9    | Éthiopie                         | 6  | 5      | 12     | 23    |
| 10   | Madagascar                       | 6  | 4      | 2      | 12    |
| 11   | Cameroun                         | 5  | 5      | 10     | 22    |
| 12   | Côte d'Ivoire                    | 5  | 5      | 8      | 18    |
| 13   | Botswana                         | 5  | 3      | 6      | 14    |
| 14   | Burkina Faso                     | 4  | 2      | 2      | 8     |
| 15   | Ghana                            | 2  | 2      | 9      | 13    |
| 16   | Angola                           | 2  | 2      | 4      | 8     |
| 17   | Namibie                          | 2  | 2      | 4      | 8     |
| 18   | Seychelles                       | 2  | 1      | 1      | 4     |
| 19   | Gambie                           | 2  | 1      | 0      | 3     |
| 20   | Gabon                            | 2  | 0      | 4      | 6     |
| 21   | Niger                            | 2  | 0      | 1      | 3     |
| 22   | Sénégal                          | 1  | 5      | 16     | 22    |
| 23   | Mozambique                       | 1  | 3      | 1      | 5     |
| 24   | Rwanda                           | 2  | 0      | 2      | 4     |
| 25   | Mozambique                       | 1  | 3      | 2      | 6     |
| 26   | Zambie                           | 1  | 1      | 3      | 5     |
| 27   | Sao Tomé-et-Principe             | 1  | 1      | 1      | 3     |
| 28   | Cap-Vert                         | 1  | 1      | 0      | 2     |
| 29   | Érythrée                         | 0  | 1      | 0      | 1     |
| 30   | République démocratique du Congo | 0  | 2      | 9      | 11    |
| 31   | Ouganda                          | 0  | 2      | 8      | 10    |
| 32   | Libye                            | 0  | 2      | 2      | 4     |
| 33   | Malawi                           | 0  | 2      | 2      | 4     |
| 34   | République du Congo              | 0  | 1      | 2      | 3     |
| 35   | Zimbabwe                         | 0  | 1      | 3      | 4     |
| 36   | Djibouti                         | 0  | 1      | 1      | 2     |
| 37   | Guinée-Bissau                    | 0  | 1      | 0      | 1     |
| 37   | Lesotho                          | 0  | 1      | 0      | 1     |
| 39   | Tchad                            | 0  | 0      | 4      | 4     |
| 40   | Bénin                            | 0  | 0      | 3      | 3     |
| 40   | Rwanda                           | 0  | 0      | 3      | 3     |
| 42   | Guinée                           | 0  | 0      | 2      | 2     |
| 42   | Togo                             | 0  | 0      | 2      | 2     |
| 44   | République centrafricaine        | 0  | 0      | 1      | 1     |
| 44   | Cap-Vert                         | 0  | 0      | 1      | 1     |